# Ethan Hunt
Ethan Matthew Hunt (ur. 18 czerwca 1964 w Madison) – postać fikcyjna, główny bohater serii Mission: Impossible, agent rządowej jednostki Impossible Mission Force.

## Życiorys
Urodził się w 1964 w Madison w stanie Wisconsin. Jego rodzice prawdopodobnie nie żyją.
W pierwszej części Mission: Impossible zostaje wyznaczony do misji w Pradze, mającej na celu zatrzymanie zdrajcy chcącego sprzedać tajne dokumenty. Misją dowodzi Jim Phelps (Jon Voight). Hunt jako jedyny uchodzi z życiem po wykonaniu misji (ginie także Phelps) i musi oczyścić swoje nazwisko, bowiem jest podejrzany o to, że to on stoi za śmiercią swoich towarzyszy. Z czasem okazuje się, że zdrajcą jest Phelps, który upozorował własną śmierć. Huntowi udaje się oczyścić z zarzutów i ukarać Phelpsa.
W Mission: Impossible II Hunt musi przeszkodzić w rozprzestrzenieniu groźnego wirusa bioterrorystom, którzy chcą zbić majątek na sprzedaży antidotum. I tym razem Hunt wychodzi zwycięsko, a dowódca bioterrorystów ginie w walce z agentem. W filmie Hunt ma romans z byłą kryminalistką Nyah Nordolf-Hall (Thandie Newton), ale ich związek nie przetrwał do trzeciego filmu.
W Mission: Impossible III Hunt odchodzi z agencji, gdyż chce wieść spokojne życie z żoną pielęgniarką Julią (Michelle Monaghan). Nie dane mu jest jednak żyć spokojnie. Terrorysta Davian grozi, że zabije jego ukochaną. Mimo iż nie obywa się bez tragicznych wypadków, i ta misja kończy się powodzeniem, zaś Davian prawdopodobnie ginie przejechany przez ciężarówkę. Film kończy się miesiącem miodowym Huntów.
W Mission: Impossible – Ghost Protocol Hunt początkowo po utracie żony znajduje się w więzieniu z którego pomagają mu w ucieczce nowa agentka Jane Carter (Paula Patton) i wcześniej Ethanowi już znany Benji Dunn (Simon Pegg). Wkrótce po niektórych wydarzeniach dołącza do nich „sekretarz” William Brandt (Jeremy Renner). Cała czwórka musi przeszkodzić przestępcy Kurtowi Hendricksowi (Mikael Nyqvist) w realizacji tytułowego „protokołu ducha” i wystrzeleniu pocisku nuklearnego, dzięki któremu mogliby zacząć wojnę.